# 胡利基
胡利基（英文名：Ricky Hu，1988年2月1日—），印度尼西亞華僑，出生於印度尼西亞南蘇門答臘省的Lubuk Linggau。大學時就讀於臺灣東吳大學經貿系，畢業後留在臺灣發展其歌唱事業。於2011年4月參與了台視超級偶像5總冠軍賽的踢館賽。2014年6月6日發行首張個人EP，並持續活躍於華語流行音樂界。

## 經歷
高中時曾參加唱詩班。在東吳大學就讀時曾排斥中文的，後因接觸了臺灣偶像劇而開始學習中文。胡希望通過自己的作品使他人對[印尼]]和印尼排華事件更關注。2011年4月2日，胡利基受邀參加由利菁所主持的超級偶像5第三場冠軍賽擔任踢館嘉賓，败于艾怡良。2016年初，在因爲音樂旗下的胡利基和後台音樂開始三方合作，並於同年11月推出專輯《一天》。從2011年開始擔任每一年由臺灣大哥大、駐台北印尼經濟貿易代表處以及在台印尼廠商所聯合主辦的大型演唱會的主持人。胡利基從2017年初開始在臺北的Brown Sugar Live & Restaurant （黑糖餐廳）擔任駐唱歌手。除了自己的音樂作品，胡利基也在YouTube上分享過翻唱作品。
2018年4月胡利基擔任了丹尼爾·帕德演唱會開場嘉賓。

## 音樂作品

### 個人EP
- 2014年6月6日-《現在，來聽我唱歌》
- 2018年12月23日-《自話像》

### 個人專輯
| 專輯名稱 | 發行日期       | 唱片公司 |
| -------- | -------------- | -------- |
| 《一天》 | 2016年11月11日 | 後台音樂 |
| 《影子》 | 2017年11月17日 | 後台音樂 |

### 詞曲創作
| 歌曲                          | 收錄專輯                   | 創作種類       |
| ----------------------------- | -------------------------- | -------------- |
| I can't say                   | 胡利基《現在，聽我來唱歌》 | 曲（協作）     |
| 享受/Don't Say No - 2016 ver. | 胡利基 《一天》            | 曲（協作）     |
| 一天                          | 胡利基 《一天》            | 曲             |
| You Won't Be Alone            | 胡利基 《一天》            | 曲（協作）、詞 |
| SaYang                        | 胡利基 《一天》            | 詞             |
| 愛不要                        | 胡利基 《影子》            | 曲（協作）     |

## 電視節目
| 節目名稱       | 日期          |
| -------------- | ------------- |
| 《大學生了沒》 | 2015年6月23日 |
| 《綜藝大熱門》 | 2017年4月6日  |